# 布蘭赫峰
46°24′11″N 9°38′39″E / 46.40315°N 9.64424°E

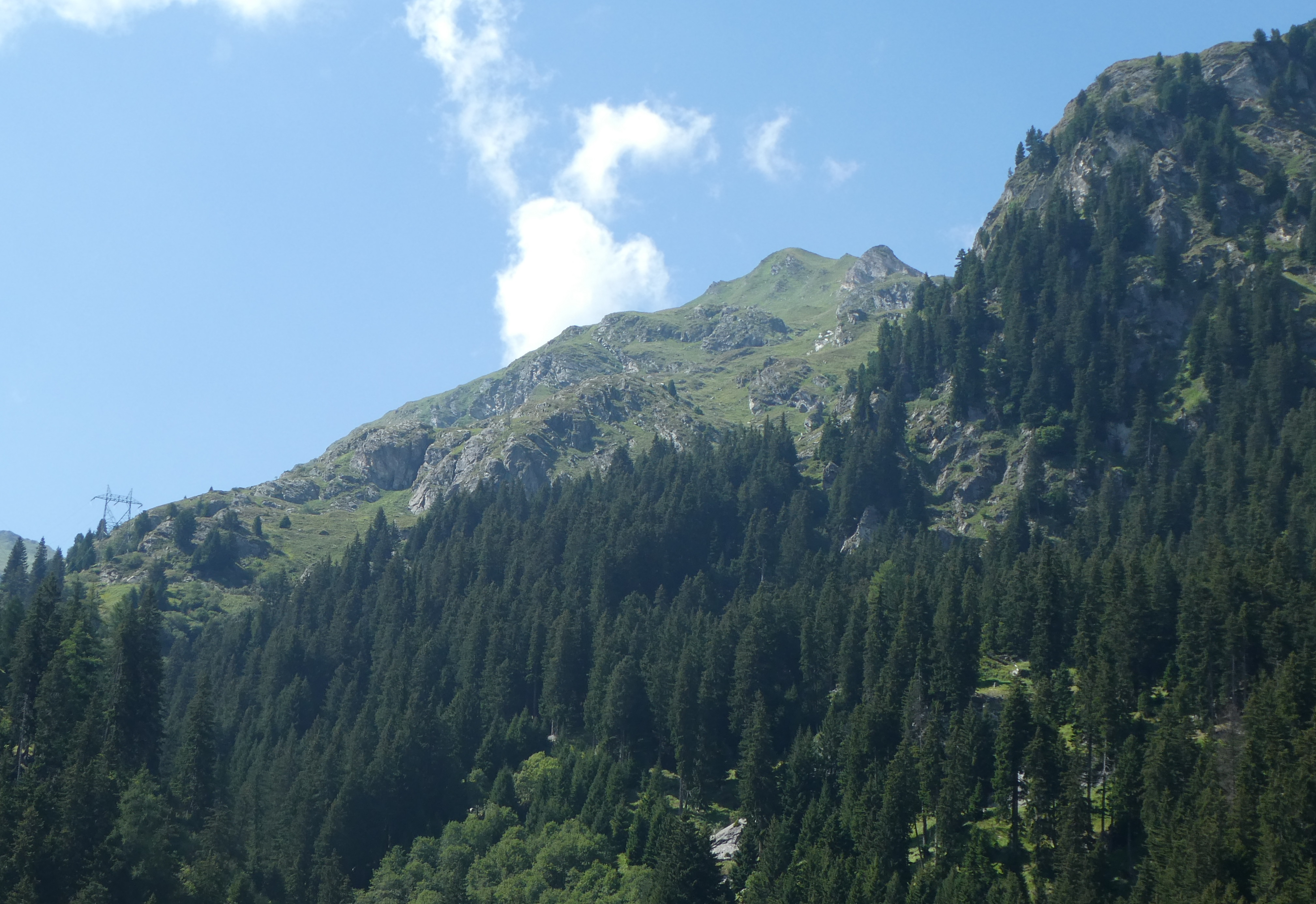

布蘭赫峰（Piz Blanch），是瑞士的山峰，位於該國東南部，由格勞賓登州負責管轄，屬於阿爾布拉山脈的一部分，海拔高度2,392米，每年平均降雨量1,693毫米。